# 南埔 (南投縣)
南埔是臺灣南投縣草屯鎮的一個傳統地域名稱，位於該鎮中部。相較於今日行政區，其範圍大致包括南埔里、土城里西大半部、坪頂里北部西側近邊界地帶。

## 歷史
台灣清治末期至日治初期，南埔地區為一街庄，稱為「南埔庄」，隸屬於北投堡。該庄北與北勢湳庄為鄰，東與雙冬庄為鄰，南邊為坪頂庄，西邊為匏仔藔庄。
1901年（日治明治三十四年）11月，全台廢縣廳改設二十廳，該庄隸屬於南投廳。1903年（明治三十六年）6月，該庄編入「土城區」，隸屬於南投廳。1909年（明治四十二年）10月，合併二十廳為十二廳，土城區仍隸屬於南投廳。1920年（大正九年），全台地方制度大改正，廢十二廳改設五州二廳，該庄改制為「南埔」大字，隸屬於臺中州南投郡草屯庄。1938年（昭和十三年），草屯庄升格為草屯街。
戰後草屯街改制為草屯鎮，隸屬於臺中縣，大字亦改制為里。1950年10月，中、彰、投分治，草屯鎮改隸屬南投縣。

## 聚落
本地區發展較早的聚落有底內、南埔、過坑仔、青仔底（青仔宅）、土城、三層崎等，在日治期初期的官方地圖上已有記載。此外，本地區尚有田中央、頂腳厝、鹼土、二坪仔、雷公山、下崁仔、春帆宅、大埤、下城仔等聚落。

## 交通
省道台14線（中正路）是彰化至南投廬山的幹道，大致以西南西—東北東走向轉西微北—東微南走向再轉西北—東南走向經過南埔地區中部偏北地帶。由該道路向西南西轉西北西可前往草屯市區、芬園、彰化中庄子並止於省道台1線路口，向東南繞大彎轉東北蜿蜒而行可前往國姓、埔里、仁愛（霧社）、廬山等地。
鄉道投5線（永安路）是北勢湳至田中央的道路，其南側端點位於本地區中部偏西北的省道台14線路口。由此向北北西出境後轉北可前往北勢湳並止於鄉道投8線路口。
鄉道投8線（玉屏路）是玉峰至土城的道路，其東側端點位於本地區東部偏北的土城聚落省道台14線路口。由此向西北西出境後可前往北勢湳、牛屎崎南部、匏子寮西北部並止於省道台14線另一路口。
鄉道投14線（富頂路一段、股坑巷）是富寮至竹子城的道路，大致先以北北西—南南東走向經過本地區西南部凸出部分的西側邊界外緣，再西南微西—東北微東轉西北西—東南東走向蜿蜒經過本地區南部中央一小段邊界地帶。由該道路西段向北北西轉西北可前往匏子寮並止於省道台14線路口，由東段向東南東轉東可前往坪頂聚落並止於鄉道投17線路口；兩段之間行經匏子寮東南部及坪頂西部。
鄉道投17線（南坪路）是青仔宅至中寮的道路，其北側端點位於本地區中部偏西北的省道台14線路口。由此向南南東蜿蜒而行，至山區轉東經兩次髮夾彎轉東南於本地區南部邊界出境後，可前往坪頂、分水寮東北角、龍眼林西部、分水寮東南端、中寮、鄉親寮聚落並止於縣道139號路口。

## 學校
- 土城國小

## 廟宇
- 草屯陳府將軍廟（開漳聖王廟）